# Haakon VI Magnusson
Haakon VI Magnusson, (szw. Håkan Magnusson) (ur. 1340, zm. 1380 w Oslo) – król Norwegii (1343–1380) i król Szwecji (1362–1364), z dynastii Folkungów.

## Życiorys
Był młodszym synem Magnusa II Erikssona, króla Szwecji i Norwegii, oraz Blanki z Namur. W 1343 wstąpił po ojcu na tron króla Norwegii, który mógł wciąż rządzić aż do roku 1355, gdy Haakon osiągnął pełnoletniość jako władca Norwegii.
15 lutego 1362 został wybrany na króla Szwecji (po raz pierwszy w elekcji brali udział przedstawiciele Finlandii). Stało się to w wyniku namowy możnych, lecz później Haakon uzyskał także zgodę swego ojca. W 1363 poślubił Małgorzatę I, córkę króla Danii, Waldemara IV. W 1370 roku urodził im się syn, Olaf, który sześć lat później został królem Danii.
Jego kuzyn, Albrecht Meklemburski, oraz możni powstali w Szwecji przeciwko Magnusowi, ostatecznie detronizując Haakona i Magnusa oraz biorąc starego króla w niewolę.
Haakon skoncentrował się wówczas głównie na interesach królestwa Norwegii. W 1371 roku wykupił ojca z niewoli i pozwolił mu osiedlić się w Norwegii. Później ponownie usiłowali razem wygnać Albrechta. Haakon utrzymywał swoje roszczenia do tronu Szwecji. Tym samym jego żona, a późniejsza wdowa, Małgorzata używała tytułu królowej Szwecji aż do swojej śmierci.
W 1379 roku Haakon zakończył spory o sukcesję tytułu norweskiego earla Orkadów, przyznając go Henry’emu Sinclairowi, (najmłodszemu) wnukowi earla Maola Íosy, przed innymi jego potomkami.
W 1380 Król Haakon umarł, a tron po nim przejął jego syn Olaf Haakonsson, który był także królem Danii.